# Axel Solitander
Karl Axel Walfrid Solitander, född 29 maj 1878 i Hattula, död 1 januari 1944 i Helsingfors, var en finländsk industriman. 
Solitander blev diplomingenjör 1901, arbetade inom pappersindustrin 1902–1905, var facklärare i pappersteknik i Tammerfors 1906–1918, finländsk generalkonsul i New York 1919–1922, ombudsman i Finska träförädlingsindustriernas centralförbund 1922–1940 och verkställande direktör för Ab Victor Ek från 1940. Han var opolitisk handels- och industriminister i Pehr Evind Svinhufvuds regering 1930–1931. Han var stormästare i frimurarlogen Storlogen för fria och antagna murare i Finland från 1924 till sin död. Han tilldelades ministers titel 1940.

## Utmärkelser
- Riddartecknet av I klass av Finlands Vita Ros’ orden,  1922[3]
- Kommendörstecknet av Finlands Vita Ros’ orden,  1925[3]
- Kommendörstecknet av I klass av Finlands Vita Ros’ orden,  1938[3]

[Redigera Wikidata]